# Целімонтанські ворота
Порта Целімонтана, Целімонтанська брама (італ. Porta Caelimontana) — міська брама Сервіїого муру на пагорбі Целій у Римі. 

## Історія
Можливо, що Порта Целімонтана були південніше від брами Порта Есквіліна. Існує думка, що середньовічна арка лат. Arcus Basilidis була вибудована на місці нинішньої брами Порта Целімонтана, або це арка Долабелли, що збереглася до наших днів. 
Порта Целімонтана, як й усі інші міські брами у Сервіївому мурі, була відреставрована у часи правління імператора Августа Октавіана. Надпис на аттику свідчить, що це відбулося у 10 році за правління консулів Долабелли (лат. Publius Cornelius Dolabella) та Сілана (лат. Gaius Iunius Silanus).
лат. P CORNELIVS P F DOLABELLA 
 C IVNIVS C F SILANVS FLAMEN MARTIAL[IS] 
 CO[N]S[ULES] 
 EX S[ENATVS] C[ONSULTO] 
 FACIVNDVM CVRAVERVNT IDEMQVE PROBAVER[VNT]
Арка побудована з травертину та за часів Нерона служила опорою Aqua Claudia.

## Галерея

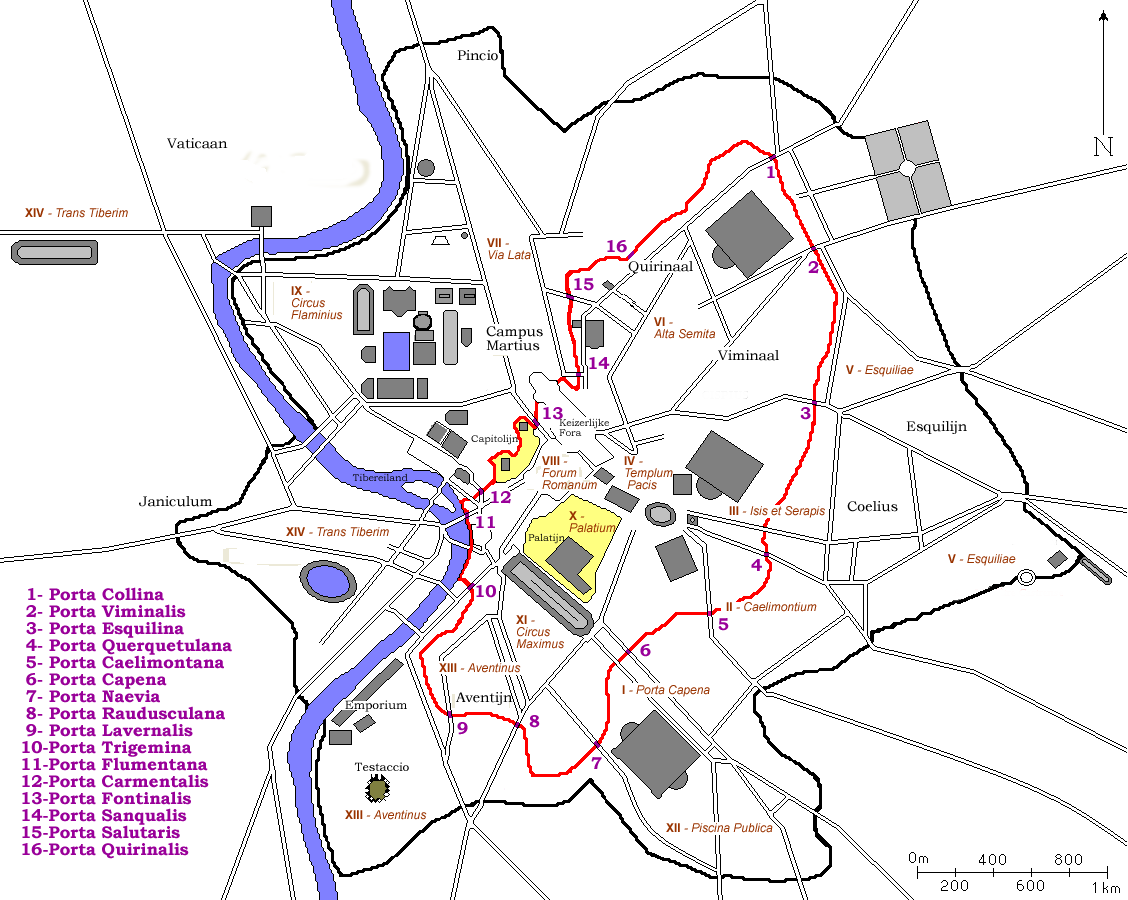
№5 на мапі
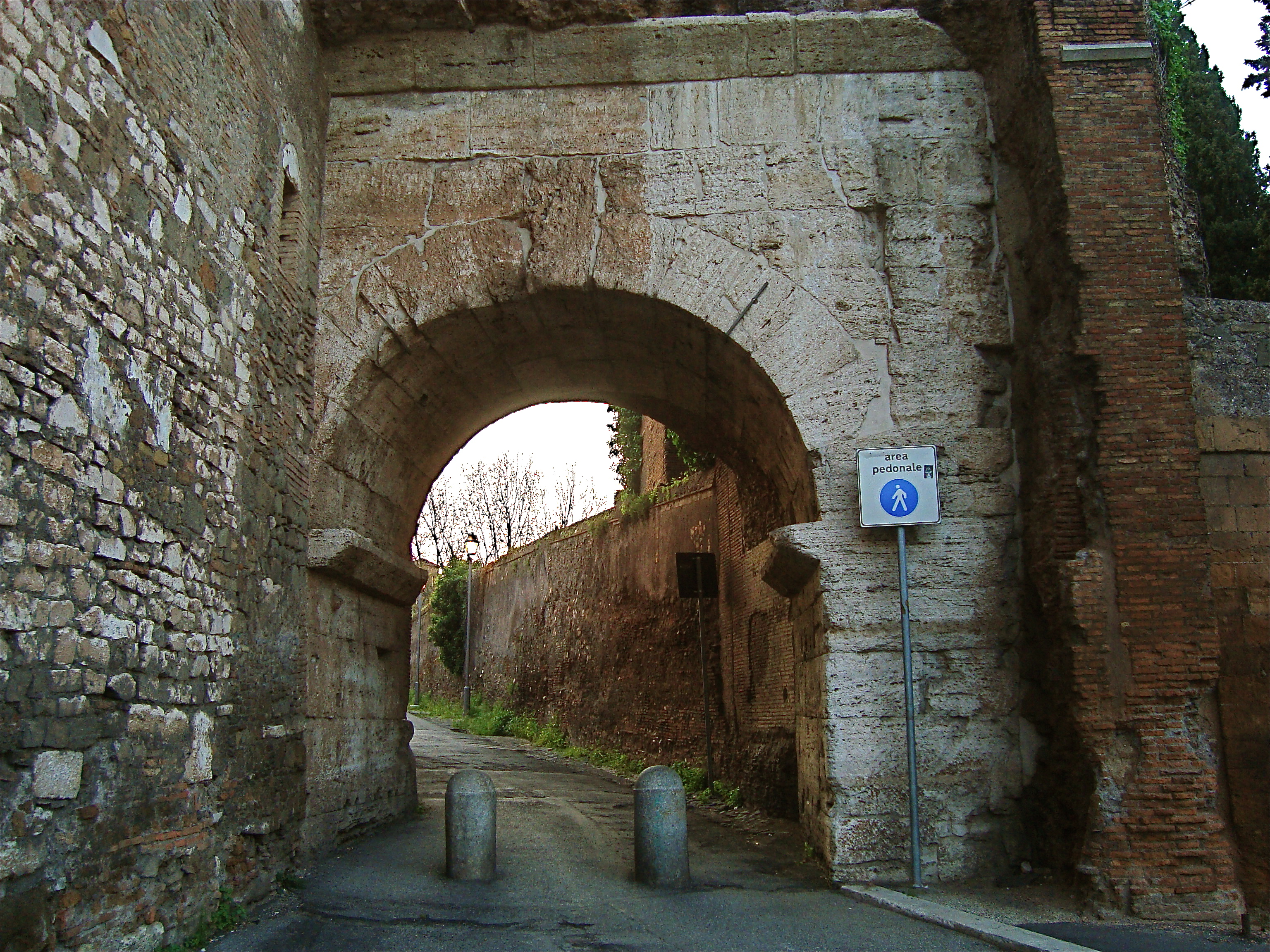
Арка Долабелли та Сілана
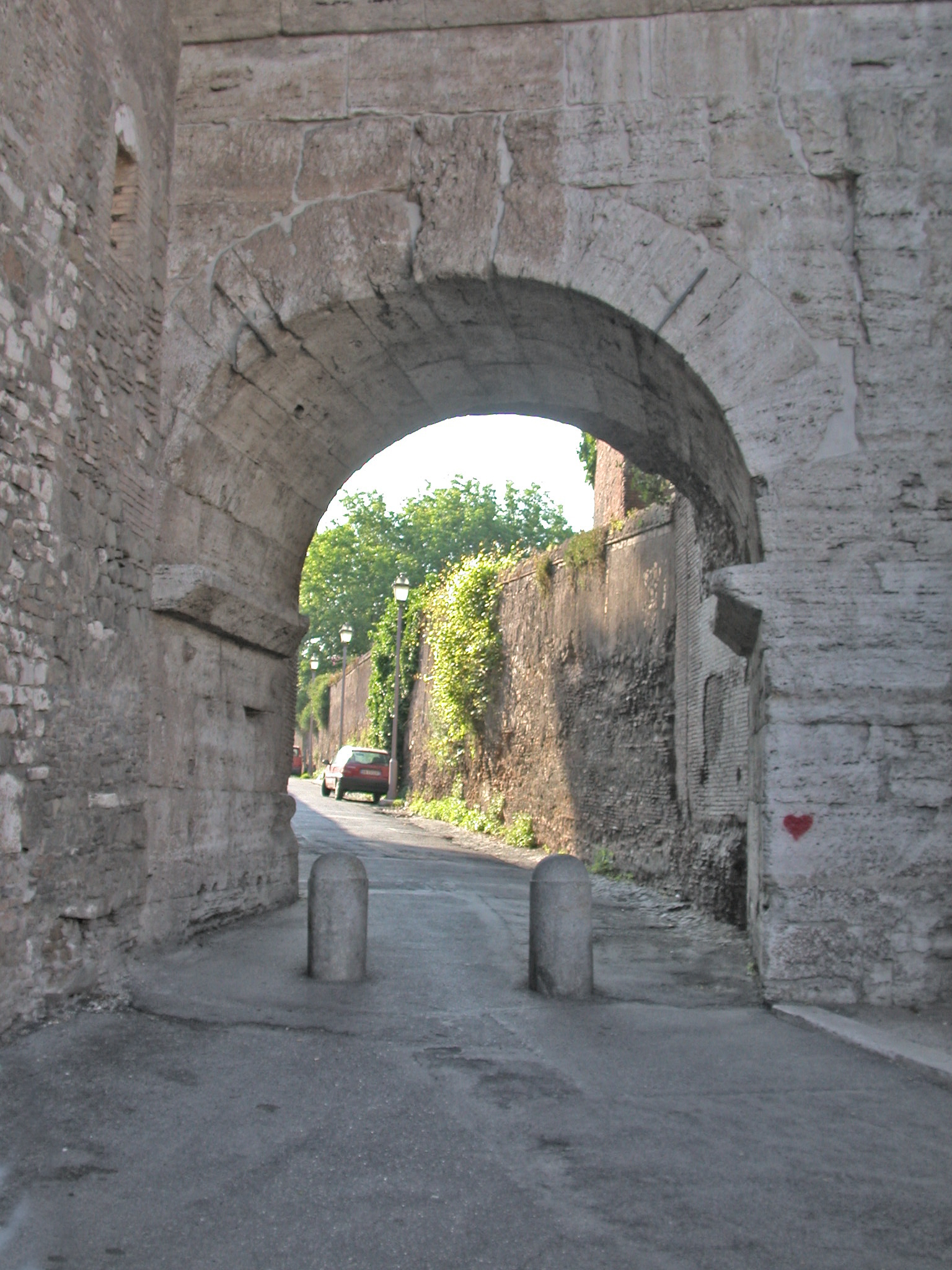
Арка Долабелли та Сілана
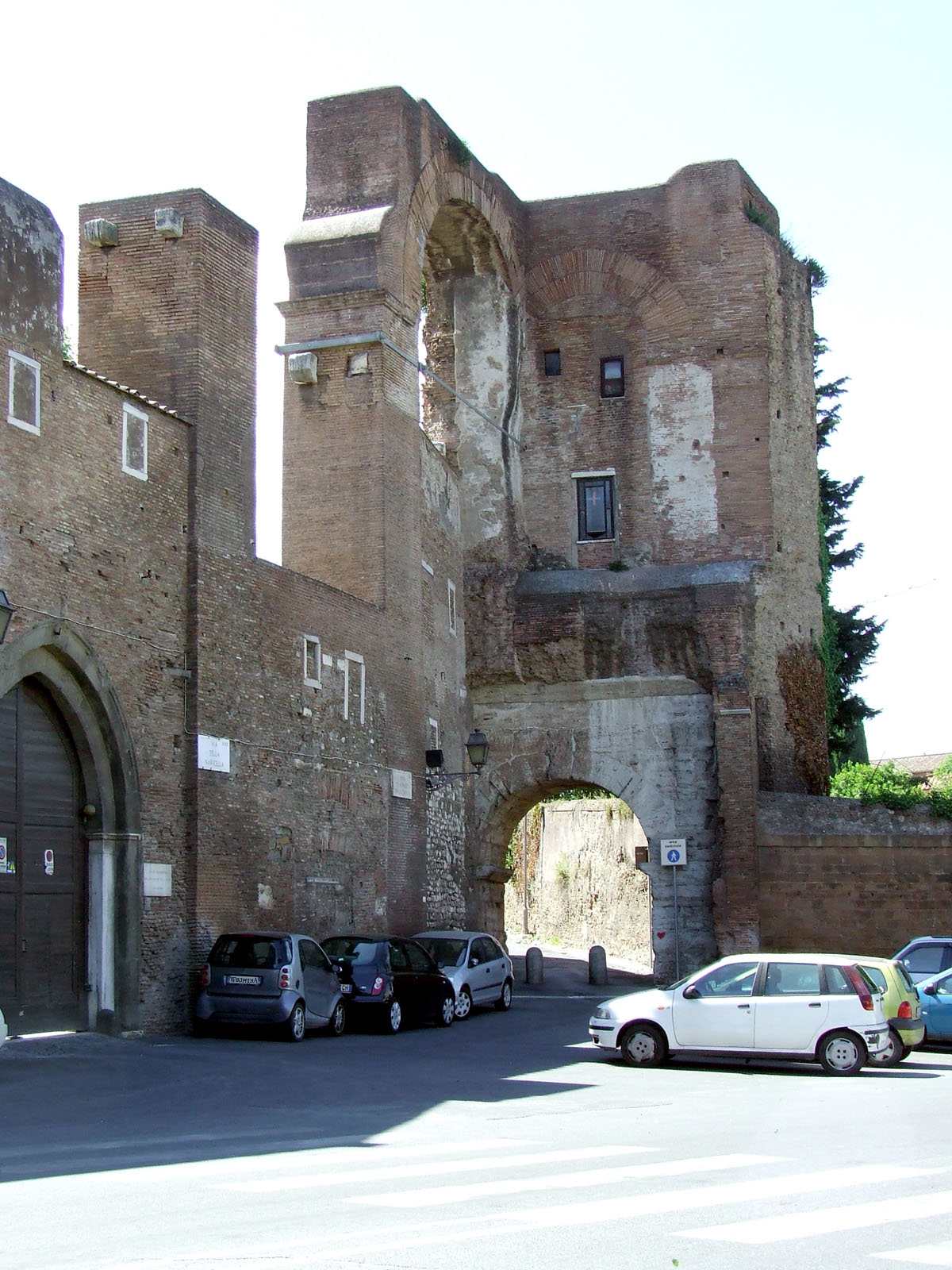
Арка Долабелли та Сілана
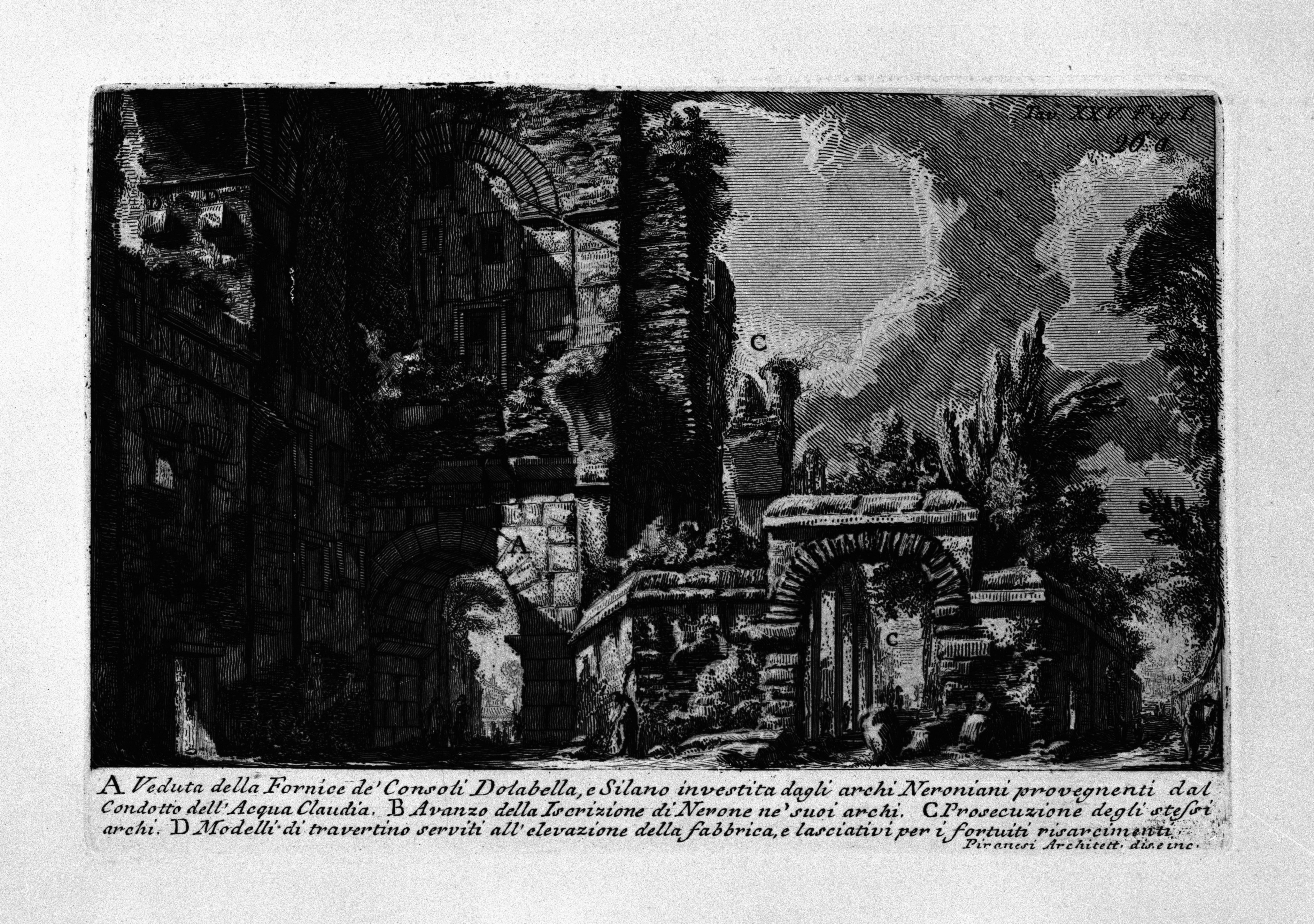
Гравюра. Арка та акведук